# Station Garve
Station Garve (Engels: Garve railway station) is het spoorwegstation van de Schotse plaats Garve. Het station ligt aan de Kyle of Lochalsh Line.
Oorspronkelijk was het de bedoeling dat in dit station de Ullapool and Garve Railway zou beginnen. Deze spoorlijn zou Ullapool, de haven op het vasteland van Schotland, die het dichtst bij de Buiten-Hebriden ligt, verbinden via het spoor met de rest van het Verenigd Koninkrijk. Een wet die deze spoorlijn mogelijk maakte, werd goedgekeurd in 1890. Maar ondanks inspanningen van de lokale bevolking in dat jaar en opnieuw twee jaar later zou de spoorlijn er nooit komen door geldgebrek.